# FV101 Scorpion
FV101 Scorpion je pásové obrněné vozidlo britského původu (někdy označované jako lehký tank), které patří do řady bojových průzkumných vozidel – Combat Vehicle Reconnaissance (Tracked), ve zkratce CVR(T).

## Popis
FV101 Scorpion byl navržen jako rychlé a lehké průzkumné vozidlo s možností leteckého transportu. Jeho pancéřování tvoří z velké části slitina hliníku. Kanón ráže 76 mm typu L23A1 je schopen střelby municí L29 HESH, L24 HE, L32 (dýmová), L33 (kartáč).
Do vozidla byl standardně montován benzinový motor Jaguar s obsahem 4,2 l, který byl vybrán pro dobrý poměr výkon/hmotnost. Někteří zákazníci však preferovali dieselový motor Perkins, protože má delší životnost a je u něj menší riziko vzniku požáru. Všechny modely jsou schopny dosáhnout maximální rychlost okolo 80 km/h.
Výrobcem Scorpionů byla britská společnost Alvis Vickers. Vyrobilo se jich více než 3000 ks. Scorpiony byly nasazeny do služby v britských ozbrojených silách roku 1973. Scorpion je jedno z nejrychlejších pásových bojových vozidel na světě. Scorpion byl jako jediné britské obrněné vozidlo nasazen roku 1982 v argentinsko-britské válce o Falklandy, protože kvůli malému plošnému zatížení mohl jako jedno z mála tehdejších obrněných vozidel operovat v tamějších podmínkách.
Scorpion byl v Británii vyřazen ze služby kvůli nevyhovujícímu kanónu L23A1. Použitím podvozku ze Scorpionu a věže z britského průzkumného vozidla FV721 Fox později vznikl lehký tank Sabre.

## Výzbroj
Scorpion je vybaven, s výjimkou 90mm verzí, kanónem ráže 76 mm. Ve vozidle je 40 ks nábojů pro kanón (33 ks u 90mm verze). Sekundární výzbroj tvoří kulomet 7,62 mm se zásobou 3000 ks nábojů a granátomety.
Scorpion 90 (exportní verze) je vyzbrojen 90mm kanónem M-A1 vybaveným úsťovou brzdou. Byl dodán do Indonésie, Malajsie a Venezuely.

## Uživatelé
Belgie (701 ks), Botswana, Brunej, Chile, Indie, Írán, Irsko, Jordánsko, Malajsie (26 ks – 90mm kanón), Indonésie (100 ks – 90mm kanón), Nový Zéland, Omán, Filipíny (41 ks), Španělsko, Thajsko, Spojené království, Venezuela (90 ks).